# Handelskompagni
Et handelskompagni er egentlig det samme som et handelsselskab, men man betegner med denne benævnelse særlig de store privilegerede selskaber, som i det 17. og 18. århundrede drev udenlandsk, navnlig oversøisk handel.

## Baggrund
De engelske, tyske, franske og nederlandske købmænd, som var kommet til Italien i kommendaernes tid, navnlig i 14. og begyndelsen af det 15. århundrede, var blevet stærkt betaget af den mægtige verdenshandel og følte sig kaldet til at indføre denne ny æra også i deres egne lande. Men de lavsmæssige handelsformer var stærke bolværk mod den italienske handelsrenæssance, og kampen mellem den gamle og den nye handelsmåde ved kapitalselskaber var sikkert blevet endnu langvarigere, hvis ikke opdagelserne af den ny søvej til Indien og af det ny land Amerika havde tvunget handelen ind på at drives af kapitalselskaber, der var stærke nok til at møde konkurrencen med våben i hånd og til at løbe den store risiko ved de lange sejladser over verdenshavene.
Handelskompagnierne var ikke alene en følge af den fremadskridende udvikling af pengeomsætningen, af transportmidlerne og af opdagelserne, men også af dannelsen af et højere borgerskab, hvis medlemmer blev de ledende i selskaberne og særligt i Holland fremragende mænd med store egenskaber.
Inden for ret få år dannedes 3 betydningsfulde handelskompagnier:
1. den 31. december 1599 gav dronning Elisabeth af England greven af Cumberland og hans associés ret til at danne det første engelsk-ostindiske kompagni,
2. i 1602 dannedes det hollandsk-ostindiske kompagni, og endelig
3. i 1603, under Henrik 4., dannedes det fransk-indiske handelskompagni.

Disse 3 kompagnier mødte i deres lande de samme store forhåbninger (og den samme mistro). Deres skæbne skulde dog udvikle sig helt uensartet.
Det engelske kompagni, der fik det lange navn United company of merchants of England trading to East India, dannedes med en kapital af 70.000 £, og ved dette selskab grundlagdes det engelske herredømme i Indien. Dronning Elisabeths efterfølger, Jakob I, uddelte privilegier med rund hånd til sine yndlinge for handelen på ulige oversøiske lande, og hverken han eller hans eftermand tog det så nøje, om tidligere givne monopoler derved krænkedes. Formen blev i almindelighed såkaldte "regulated companies".
Det hollandske kompagni optog straks en skarp konkurrence med portugiserne i Indien. Den første koloni anlagdes på Ceylon, og hollænderne satte sig efterhånden fast på de vigtigste pladser i Indien. Blandt de andre kompagnier, som dannedes i Holland i det 17. århundrede, skal blot nævnes Selskabet for Handelen med Nordamerika, hvor Ny-Holland anlagdes, og et selskab for hvalfangst under Grønland samt det hollandsk-vestindiske kompagni. Alle selskaber var af staten udstyret med monopol.
Det fransk-indiske kompagni forblev nærmest kun et projekt. Flere andre kompagnier, fx for handelen på Canada, opstod og hensygnede. Richelieu favoriserede vel dannelsen af ny, fx for handelen på Vestindien, på Afrikas vestkyst etc. Også et Madagaskar-selskab dannedes, men det lykkedes først et senere under Colbert dannet selskab at kolonisere øen. Under Colbert omorganiseredes flere af selskaberne, og der dannedes (1669) også et nordisk for handelen på Skandinavien og Rusland, men dette arbejdede kun med tab, lige som de fleste af de øvrige. 1664 nydannedes, respektive omorganiseredes det fransk-ostindiske kompagni.

## Danmarks start
De store resultater, som særlig de hollandske kompagnier havde at opvise, vakte lysten til efterligning også i andre europæiske lande, således i Brandenburg, hvis »Seehandlung« aldrig reusserede som koloniselskab, men senere eksisterede i omdannet form som kreditbank. Også i Sverige forsøgtes, men uden held. For den initiativrige Christian 4. lå det nær også at optage tanken. I 1616 oktrojeredes det Dansk-asiatiske Kompagni (Ostindisk Kompagni), hvis andele skulle lyde på mindst 150 rigsdaler. Det blev oprettet med henblik på handel med Indien, og oprettede en koloni ved navn Tranquebar, da den danske admiral Ove Gjedde erhvervede jord fra fyrsten af Tanjore i 1618.

## Dansk Vestindisk Kompagni
Da Danmark 1671 havde bemægtiget sig St. Thomas og St. Jan, oprettedes samme år et vestindisk kompagni, Vestindisk-guineisk Kompagni, som 1733 købte St. Croix af Frankrig. Handelen fik ingen betydning, og 1754 købte staten St. Croix og gav handelen fri, det vil sige tillod alle danske skibe at handle på Vestindien. I 1778 oprettedes et nyt vestindisk kompagni. Dette fik intet monopol, men opnåede imidlertid adskillige begunstigelser, navnlig bestående i frihed for visse afgifter og i en rentegaranti fra statens side. Under den nordamerikanske krig tog den vestindiske handel et betydeligt opsving, idet de dansk-vestindiske øer benyttedes som oplagsplads for de krigsførende magters koloniers produkter, som derfra førtes videre på danske skibe, men efter fredsslutningen indtrådte der en tilbagegang, og staten indløste kompagniets aktier.

## Asiatisk Kompagni
Et andet kompagni var Asiatisk Kompagni, der havde hovedsæde på Christianshavn og regelmæssig trafik på Canton. Kompagniet afsendte ét, højst to skibe om året. De var mere end et år om at runde kloden og vende hjem igen; ikke desto mindre var ladningerne rigelige nok til at dække efterspørgslen på kinesiske varer i hele Østersøområdet. Således opnåede København da langt om længe den atråede status som et centrum for verdenshandel, og pengene strømmede ind til aktionærerne.

## Det almindelige Handelskompagni
Det almindelige handelskompagni, der oprettedes 1747 hovedsagelig med den hensigt at gøre København til stapelplads for østersøiske produkter, fik aldrig nogen betydning. Oprindeligt havde det ikke nogen eneret, men fik senere monopol på den grønlandske, islandske og finmarkske handel. Det opløstes 1774, og dets aktier indløstes af staten. Ringe betydning havde også det afrikanske eller marokkanske kompagni (1765—66) og det guineiske og østersøiske kompagni (1781—88).

## Den Kongelige Grønlandske Handel
Med præsten Hans Egede genopdagelse af Grønland i 1721, startede den danske kolonisering, bl.a. med grundlæggelsen af kolonien Godthåb og omvendelsen af inuitterne til Kristendom. Kompagniet, der skulle finansiere missionen i Grønland, startede dog under navnet Det Bergen Grønlandske Kompagni, men da Godthåb-kolonien ikke var en god forretning, forsøgte regeringen at sende en guvernør til kolonien, der medbragte rideheste, løsladte straffefanger og tegninger til et fort. Der var ikke brug for nogen af delene. Et forsøg på at finde den formodede passage til Nordboernes Østerbygd via Godthåbfjorden mislykkedes. Kong Christian VI fattede stor interesse for projektet i Grønland og ville befordre "kristendom, besejling og handel". En københavnsk storkøbmand med erfaringer for handel i Ishavet – Jacob Sewerin – påtog sig at samle stumperne op efter det fallerede bergensiske kompagni mod at få udstrakt monopol på omsætningen. Det blev begyndelsen på det kongelige grønlandske handelskompagni.